# 一番美しく
『一番美しく』（いちばんうつくしく）は、1944年に公開された日本映画である。監督は黒澤明。モノクロ、スタンダードサイズ、85分。第二次世界大戦中に軍需工場で働く女子挺身隊の少女たちを描いた作品で、新人女優たちを実際に撮影地の日本光学工業に入寮させ、工員同様の生活を行わせることで、女子挺身隊の日常をドキュメンタリータッチに描いた。主演の矢口陽子は公開翌年に黒澤と結婚した。

## あらすじ
兵器に搭載される光学機器を生産している東亜光学平塚製作所では、戦時非常態勢により生産の倍増を計画発令する。男子工員は通常の2倍、女子工員は1.5倍という目標数値が出されるが、女子組長の渡辺ツルを筆頭とする女子工員たちは、男子の半分ではなく2/3を目標にしてくれと懇願、受け入れられる。奮発する女子たちだが目標達成は生易しくはなく、一時的に上昇した生産高は疲労や怪我、苛立ちから来る仲違いなどにより下降する。しかし、女子工員達の寮母や工場の上司たちの暖かい協力、そして種々の問題を試行錯誤しながら解決し、さらに結束を強めた彼女たちの懸命な努力は再び報われ始める。

## キャスト
- 石田五郎：志村喬
- 吉川荘一：清川荘司
- 真田健：菅井一郎
- 水島徳子：入江たか子
- 渡辺ツル：矢口陽子
- 谷村百合子：谷間小百合
- 山崎幸子：尾崎幸子
- 西岡房枝：西垣シヅ子
- 鈴村あさ子：鈴木あさ子
- 小山正子：登山晴子
- 広田とき子：増愛子
- 二見和子：人見和子
- 山口久江：山口シズ子
- 岡部スエ：河野糸子
- 服部敏子：羽島敏子
- 阪東峰子：萬代峰子
- 鼓笛隊の先生：河野秋武
- 寮の小使：横山運平
- 鈴村の父：真木順

## スタッフ
- 監督・脚本：黒澤明
- 企画：伊藤基彦
- 製作：宇佐美仁
- 撮影：小原譲治
- 美術：安部輝明
- 録音：菅原亮八
- 調音：下永尚
- 照明：大沼正喜
- 編集：矢口良江
- 鼓笛隊指導：井内久
- スチール：秦大三
- 監督助手：宇佐美仁、堀川弘通[2]

## 製作
1943年9月、黒澤明は女子挺身隊を描く『門は胸を拡げている』の企画に着手するが、検閲官にタイトルが猥褻だと難癖を付けられたため、10月8日に『日本の青春』に改題して脚本を改訂し、11月に脱稿した。タイトルはさらに『渡邊ツル達』に改題し、撮影時に『一番美しく』に決定した。黒澤は工場で働く少女たちをドキュメンタリーのように撮るため、撮影準備期間は新人女優たちの訓練に充てて、本物の挺身隊のように仕立てた。訓練は企画着手時と同じ9月に開始し、2か月間行った。まず駈足の訓練からはじめ、バレーボールをやらせたり、鼓笛隊を組ませて街の中を行進させた。黒澤はこの方法を取ったことについて、滅私奉公を描く内容のため「こうでもしなければ、全くリアリティのない紙芝居になってしまうと考えてやっただけである」と述べている。
同年12月18日、横浜市戸塚区の日本光学工業の戸塚製作所第一工場に、新人女優群23人を女子挺身隊として入所させ、撮影開始した。彼女たちは実際の工場の寮で生活し、職場に配置して工員同様の日課で労働した。黒澤たちスタッフも工場寮で生活した。翌1944年1月末に退所式を行い、日本光学での撮影を終了した。その後は東宝撮影所でセット撮影を行い、3月10日頃に完成した。

## 備考
- 渡辺ツルが徹夜で未修正のレンズを探し出すシーンで、彼女が歌う曲は軍歌「元寇」である。
- 監督デビュー年が黒澤と同じ木下恵介は、本作品を黒澤作品の中で一番好きと言っている[5]。
- 本作品の公開は、1943年（昭和18年）9月の「女子勤労動員ノ促進ニ関スル件」を皮切りに、未婚女性の勤労動員が活発になった時期であった。ひめゆり学徒隊の結成は、本作公開年の暮れである。
- 封切りの際はクレジットタイトルが存在せず、今日見られるものは、戦後に付け加えられたものである[6]。